# الحياة: دليل المستخدم (رواية)

الحياة: دليل المستخدم (جورج بيريك) 1978

الحياة: دليل المستخدم (بالفرنسية: La Vie mode d'emploi) رواية للروائي والمخرج والموثق وكاتب المقالات الفرنسي جورج بيريك  وصدرت عام 1978 عن دار «أدب هاشيت» للنشر باللغة الفرنسية، وترجمها ديفيد بيلوس لأول مرة إلى الإنجليزية عام عام 1987. الرواية عبارة عن نسيج من القصص والأفكار المتشابكة بالإضافة إلى التلميحات الأدبية والتاريخية، استنادًا إلى حياة سكان مبنى سكني باريسي خيالي في 11 شارع «سيمون كروبيلييه» (لا يوجد مثل هذا الشارع، ويدعي بيريك أن الشارع موجود بالفعل في دائرة باريس السابعة عشر). لقد تم كتابته وفقًا لخطة معقدة من قيود الكتابة، وهي مبنية بشكل أساسي من عدة عناصر، كل منها يضيف طبقة من التعقيد.

## أحداث الرواية
يعيش بارتلبوث في الفترة بين الحربين العالميتين الأولى والثانية، وهو رجل إنجليزي فاحش الثراء، واسمه هذا يجمع بين شخصيتين أدبيتين: «هيرمان ملفيل بارتلبي» و«فاليري لاربود بارنابوث». ابتكر بارتلبوث خطة من شأنها أن تشغل ما تبقى من حياته وتنفق ثروته بأكملها. قضى بارتلبوث 10 سنوات في تعلم الرسم بالألوان المائية تحت رعاية الفنان «فالين» المقيم في 11 شارع سايمون كروبيلييه، حيث قام بارتلبوث بشراء شقة. وبعد ذلك، شرع في رحلة مدتها 20 عامًا حول العالم مع خادمه المخلص «سموتف»، وهو أيضًا من سكان 11 شارع سيمون كروبيلييه، وقام برسم لوحة مائية لميناء مختلف كل أسبوعين تقريبًا لما مجموعه 500 لوحة مائية، وكان بارتلبوث يرسل كل لوحة يرسمها إلى فرنسا، حيث يتم لصق اللوحة على لوح من الخشب، ويقوم حرفي مختار بعناية يدعى غاسبار وينكلر (وهو أيضًا مقيم في 11 شارع سيمون كروبيلييه) بتقطيعها إلى قطع صغيرة لتصبح في هيئة أحجية. عند عودة بارتلبوث يقضي وقته في محاولة تجميع القطع الصغيرة لإعادة تكوين المشهد الذي رسمه بنفسه من قبل. يتم التعامل مع كل لغز مكتمل وإعادة لصق الورق بمحلول خاص اخترعه جورج موريليه، وهو مقيم آخر في 11 شارع سيمون كروبيلييه. بعد تجميع القطع الصغيرة وإكتمال المشهد المرسوم، تتم إزالة الدعامة الخشبية من خلف اللوحة، وإرسال اللوحة إلى الميناء المرسوم في هذه اللوحة. بعد مرور عشرين عامًا بالضبط من اليوم الذي رسم فيه بارتلبوث الميناء، توضع اللوحة في محلول منظف حتى تذوب الألوان تماما، ويتم إرجاع الورق الفارغ، باستثناء العلامات الباهتة حيث تم قصه وإعادة وصله، إلى بارتلبوث. وبعد مرور 50 سنة من العمل المتواصل لبارتلبوث لن يصبح هناك شيء يمكن عرضه من هذه اللوحات. لن يترك المشروع أي أثر أو علامة للعالم على الإطلاق. لسوء حظ بارتلبوث، تزداد صعوبة ألغاز وينكلر ويصبح بارتلبوث أعمى. يتدخل متعصب فني أيضًا في محاولة لمنع بارتلبوث من تدمير فنه. يضطر بارتلبوث إلى تغيير خططه حيث يقوم بحرق الألوان المائية في الفرن بدلاً من إعادتها إلى البحر، خوفًا من أن يخونه المتورطون في المهمة. بحلول عام 1975، يكون بارتلبوث متأخرًا 16 شهرًا في خططه، ويموت هو على وشك إنهاء لغزه رقم 439. يكون المكان الفارغ في اللوحة (اللغز الأخير) على شكل الحرف (W) بينما تكون القطعة، التي يحملها ويريد إدخالها في الفراغ لتكتمل اللوحة، على شكل الحرف (X).

## بناء الرواية
يتم تقديم العمل بشكل أساسي وبأكمله، مجمد في الوقت، في 23 يونيو 1975، قبل الساعة 8 مساءً، وبعد لحظات من وفاة بارتلبوث. ومع ذلك، فإن نظام السرد يخلق مئات القصص المنفصلة المتعلقة بحياة السكان الآخرين بنفس المنطقة، في الماضي والحاضر. ولكن قصة بارتلبوث هي الخيط الرئيسي، فهي ترتبط بالعديد من القصص الأخرى. الخيط الرئيسي الآخر هو المشروع الأخير للرسام «سيرج فالين» الذي وظفه بوب كمدرس ليتعلم منه فن الرسم قبل الشروع في جولته حول العالم، وقام بشراء شقة، يقيم فيها أثناء فترة تعلمه فن الرسم، في نفس المبنى حيث يقيم فالين. إنه واحد من عدة رسامين عاشوا في المبنى على مدى قرن. ويخطط لطلاء المبنى السكني بأكمله، مع إزالة الواجهة  لكي يمكن النظر إليه من على ارتفاع، ويظهر جميع السكان وتفاصيل حياتهم. شخصية فالين في الرواية تسعى لتمثيل الرواية كلوحة مرسومة. يعرض الفصل 51، الذي يقع في منتصف الكتاب، قائمة لكل أفكار فالين حيث يتم اختيار القصص الرئيسية التي شوهدت حتى الآن والتي لم تأت بعد. كل من بارتلبوث وفالين يفشل في مشاريعه (هذا موضوع متكرر في العديد من القصص).

## عناصر الرواية
المبنى السكني: كان أحد مشاريع بيريك الطويلة الأمد هو وصف مبنى سكني باريسي حيث يمكن رؤيته إذا تمت إزالة الواجهة بالكامل، مما يعرض للناظر كل غرفة في المبنى. كان بيريك مهووسًا بعرض القوائم (وهذا الوصف سيكون حاضراً حتى آخر التفاصيل). يمكن العثور على بعض سوابق لهذا الموضوع في الرواية الإسبانية «الشيطان الأعرج» أو «الشيطان المقعد» الصادرة عام 1641 للكاتب لويس فيليز دي جيفارا، والتي تم ترجمتها وتعديلها إلى اللغة الفرنسية في القرن الثامن عشر بقلم الكاتب آلان رينيه ليساج في روايته «الشيطان الأعرج» أو «الشيطان على عصا». والرواية الروسية للقرن العشرين «السيد ومارجريتا» للكاتب ميخائيل بولجاكوف. ولغز أدبي آخر مشهور هو «الحجلة» عام 1963 للروائي الأرجنتيني المقيم في باريس خوليو كورتازار. في حين أن قصة لغز بارتلبوث هي القصة المركزية للكتاب، بينما 11 شارع سيمون كروبيلييه هو موضوع الرواية. تم تجميد 11 شارع سيمون كروبيلييه لحظة وفاة بارتلبوث. يتم تجميد الناس في شقق مختلفة وعلى الدرج وفي الأقبية، وبعض الغرف شاغرة.
يتحرك السرد مثل فارس في لعبة شطرنج، فصل واحد لكل غرفة (وبالتالي، كلما زاد عدد الغرف في الشقة، زاد عدد الفصول المخصصة لها). نتعرف على سكان كل غرفة، أو المقيمين السابقين في الغرفة، أو عن شخص اتصلوا به. العديد من الشخصيات في 11 شارع سيمون كروبيلييه على صلة مباشرة بمهمة بارتلبوث، مثل: سموتف - فالين - وينكلر - موريليه وهكذا، في تلك الغرف، تميل قصة أحجية بارتلبوث إلى المزيد من التقدم. ومع ذلك، فإن العديد من الروايات مرتبطة ببارتلبوث من خلال ارتباطها بتاريخ شارع 11 شارع سيمون كروبيلييه.
جولة الفارس: كانت جولة الفارس كوسيلة لتوليد الرواية هي فكرة قديمة عن مجموعة «اوليبو» (مجموعة من الأدباء وعلماء الرياضيات الناطقون بالفرنسية يسعون إلى إنشاء أعمال باستخدام تقنيات الكتابة المقيدة). يبتكر بيريك أطوال قياسات المبنى كشبكة 10 × 10 من 10 طوابق، بما في ذلك الأقبية والسندرات و 10 غرف، بما في ذلك اثنان لبئر السلم. يخصيص الكاتب فصل لكل غرفة، ويتم تحديد ترتيب الفصول من خلال تحركات الفارس على الشبكة. ومع ذلك، بما أن الرواية تحتوي فقط على 99 فصلاً، متجاوزة الطابق السفلي، فإن بيريك يوسع موضوع فشل بارتلبوث في بنية الرواية أيضًا.
القوائم: تم إنشاء محتوى رواية بيريك، جزئيًا، من خلال 42 قائمة، تحتوي كل قائمة على 10 عناصر (على سبيل المثال، تحتوي قائمة «الأقمشة» على عشرة أقمشة مختلفة). استخدم بيريك المربعات اليونانية اللاتينية أو «المربعات الثنائية» لتوزيع هذه العناصر عبر 99 فصلاً من الكتاب. يشبه المربع الثنائي أحجية سودوكو (لغز وضع الأرقام)، على الرغم من أنه أكثر تعقيدًا، حيث يجب توزيع قائمتين من العناصر عبر الشبكة. في المثال المصور، هاتان القائمتان هما الأحرف الثلاثة الأولى من الأبجدية اليونانية واللاتينية؛ تحتوي كل خلية على حرف يوناني وحرف لاتيني، وكما هو الحال في سودوكو، يحتوي كل صف وعمود من الشبكة أيضًا على كل حرف مرة واحدة بالضبط. باستخدام نفس المبدأ، أنشأ بيريك 21 مربعًا ثنائيًا، كل منها يوزع قائمتين من 10 عناصر. سمح ذلك لبيريك بتوزيع 42 من قوائمه المكونة من 10 عناصر على 99 فصلاً. يمكن مقارنة أي خلية معطاة على خريطة 10x10 للمجمع السكني مع الخلية المكافئة في كل مربع من المربعات الـ 21، ويمكن إنتاج قائمة فريدة من 42 عنصرًا يجب ذكرها لكل فصل.
العناصر الموجودة في القوائم 39 و 40 («فجوة» و «خطأ») ليست أكثر من الأرقام من 1 إلى 10؛ إذا استشار بيريك المربع الثنائي «خطأ» ووجد، على سبيل المثال، "6" في خلية معينة، فسيضمن أن الفصل المقابل لتلك الخلية سيفعل شيئًا «خاطئًا» عند تضمين النسيج واللون والملحق المعين أو جوهرة المربعات الثنائية لقوائم المجموعة 6 التي تم تخصيصها للخلية / الفصل المعني. قام بيريك أيضًا بتقسيم 40 من هذه القوائم إلى 10 مجموعات من أربعة (تحتوي المجموعة الفرعية السادسة، على سبيل المثال، على قوائم «الأقمشة» و «الألوان» و «الملحقات» و«المجوهرات») والتي أعطت آلة توليد القصة طبقة إضافية من التعقيد.
ملحق: يحتوي قسم الملحق في الكتاب على تسلسل زمني للأحداث بدءًا من عام 1833، وفهرس مكون من 70 صفحة، وقائمة تضم 100 قصة رئيسية أو نحو ذلك، وخطة لارتفاع الكتلة مثل شبكة 10x10. يسرد الفهرس العديد من الأشخاص والأماكن والأعمال الفنية المذكورة في الكتاب:
حقيقي، مثل موزارت.
خيالية، مثل شخصية الكابتن نيمو لجول فيرن.
حقيقي داخليا، مثل بارتلبوث نفسه.
خيالي داخليًا: الشخصيات في قصة كتبها تلميذ، على سبيل المثال.

## استقبال الرواية
كتب الروائي بول أوستر في باب مراجعة الكتب بصحيفة نيويورك تايمز: "توفي جورج بيريك عام 1982 عن عمر يناهز 46 عامًا، تاركًا وراءه عشرات الكتب وسمعة رائعة. وعلى حد تعبير إيتالو كالفينو، كان" أحد أكثر الشخصيات الأدبية تميزًا في العالم، كاتب لا يشبه أي شخص آخر على الإطلاق. لقد استغرق الأمر بعض الوقت حتى نلاحظه، ولكن الآن بعد أن تمت ترجمة عمله الرئيسي "الحياة: دليل المستخدم" لعام 1978 أخيرًا إلى اللغة الإنجليزية، سيكون من المستحيل بالنسبة لنا التفكير في أن نجد كتابة فرنسية معاصرة بنفس هذه الطريقة مرة أخرى."
أشار عالم الكمبيوتر دونالد كنوث في قائمة الكتب غير الفنية التي قرأها، إلى هذا الكتاب على أنه «ربما أعظم رواية في القرن العشرين».
كتب جاكلين بياتير في صحيفة لوموند الفرنسية في 29 سبتمبر 1978: «رواية هائلة وهي عبارة عن مجموع، لوحة جدارية، ولعبة، يؤكد بها بيريك نفسه كواحد من أكثر المبدعين أصالة وكبرًا في الأدب الحديث .... قدم لنا بيريك عشرات الكتب التي يعد تنوعها مذهلاً. يبدو أنه بذل جهدًا لعدم كتابة نفس الكتاب مطلقًا، وهو منغمس في جميع الأنواع.»
كتبت الصحفية كاتارزينا جورنيك: «أحب بيريك فرض قيود على نفسه، بينما كان يستمتع أحيانًا بالخداع، وحركة الفارس على رقعة الشطرنج. تتمثل إحدى هذه القواعد في تضمين كل جزء على الأقل اقتباسين من مؤلفين مختلفين: هنا» جول فيرنز«، وهناك» كافكا«... ولكن أيضًا لاستغلال الذاكرة المرئية.»
كتب موقع تكستوليه الفرنسي: «هي رواية حياة واحدة، حياة جورج بيريك الذي يضخ في نصه مادة سيرة ذاتية لا يمكن إنكارها: نجد هناك دراما، صداقات، حب، لحظات تافهة، نجد الكتب التي قرأها، اللوحات التي شاهدها، الأعمال التي استوعبها، نشارك ما رآه، شعر، استمع إليه، اختبره، ذوقه للألغاز والرياضيات، للأدب والفن، إلخ. . تحت أجواء البذخ والبراعة، وراء فضول القيد المسيء، وراء صورة مؤلفه، عبقري نصف مجنون ونصف رقيق.»

## وصلات خارجية
https://stringfixer.com/ar/Life_A_User%27s_Manual الحياة: دليل المستخدم (رواية)
https://www.pdfdrive.com/la-vie-mode-demploi-e160082210.html الحياة: دليل المستخدم (رواية)
https://www.babelio.com/livres/Perec-La-Vie-mode-demploi/2039 الحياة: دليل المستخدم (رواية)
https://livre.fnac.com/a223820/Georges-Perec-La-Vie-mode-d-emploi الحياة: دليل المستخدم (رواية)
https://www.bacfrancais.com/bac_francais/resume-perec-la-vie-mode-demploi.php الحياة: دليل المستخدم (رواية)